# Musées de l'île Norfolk
L’île australienne Norfolk compte deux musées :
- le Norfolk Island Museum (en), réparti sur 5 sites — une section est consacrée au HMS Sirius, naufragé près de l'île en 1790 ;
- le Bounty Museum (en), consacré au HMS Bounty et à sa mutinerie (1789).